# Famille Zaguri
 (juillet 2024).
La famille Zaguri est une famille patricienne de Venise, originaire d'Albanie.

## Historique
Au XVe siècle, cette famille contribua à la médiation pour la soumission spontanée de Cattaro à la domination de Venise (1420) et s'établit d'une manière stable à Venise. En 1646, pour leur soutien à la République dans la guerre de Candie, ils furent anoblis par la république de Venise.
Les Zaguri s'éteignirent en 1810 avec la mort de l'évêque de Vicence Pietro Marco.

## Armes

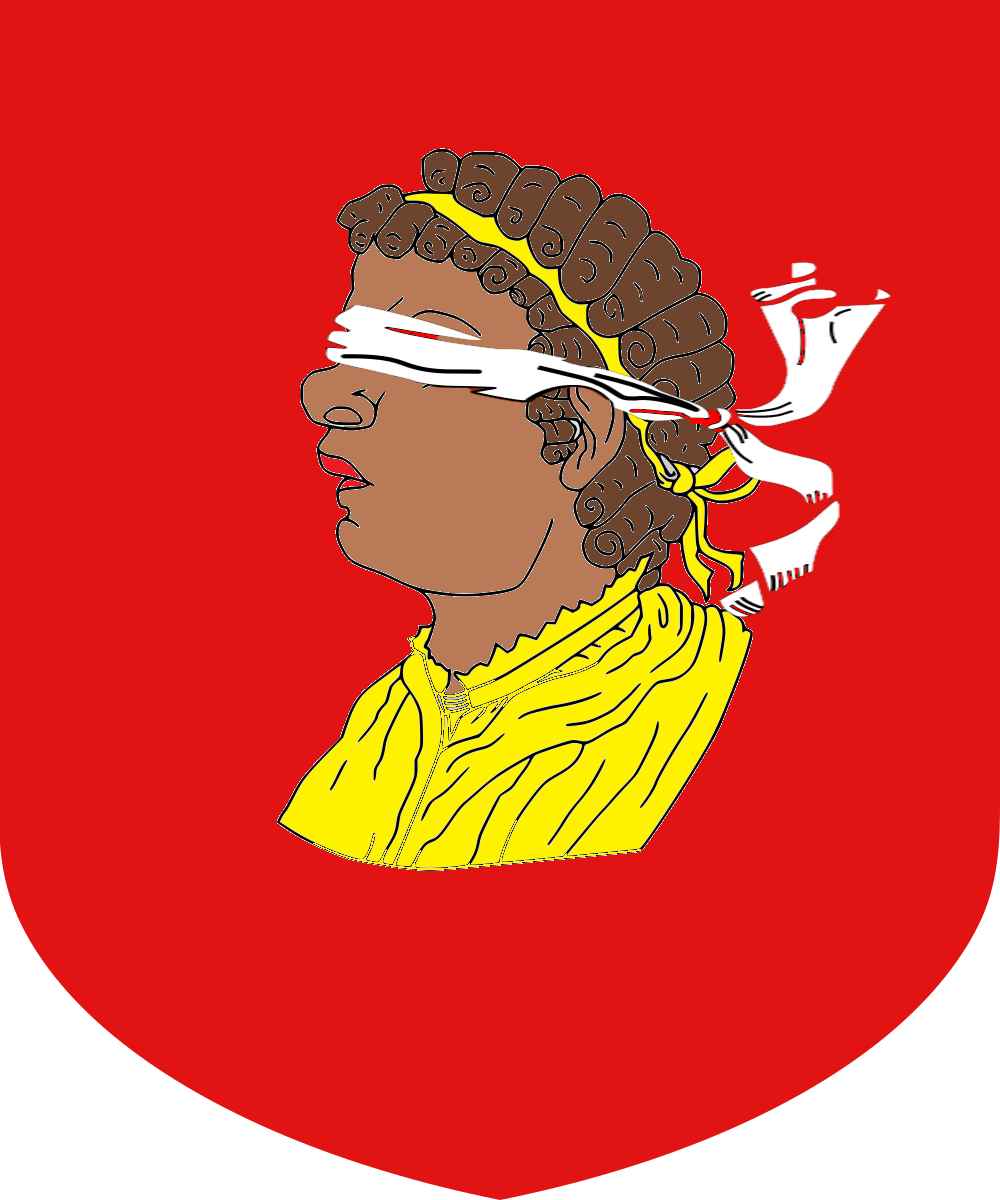
armes des Zaguri

Les armes des Zaguri se composent d'un buste de Maure vêtu d'or et bandé d'argent en champ de gueules.

## Personnalités
- Pietro Antonio Zaguri (1733 - 1806), homme politique et écrivain vénitien ; on lui doit la restauration de l'église San Maurizio en 1806 où il est enterré. Il a été l'ami et le protecteur de Giacomo Casanova.
- Marco Pietro Zaguri († 1810 ), membre du clergé, évêque de Ceneda de 1777 à 1785 et de Vicence de 1785 à sa mort ; il est le dernier représentant de la famille.

## Demeures

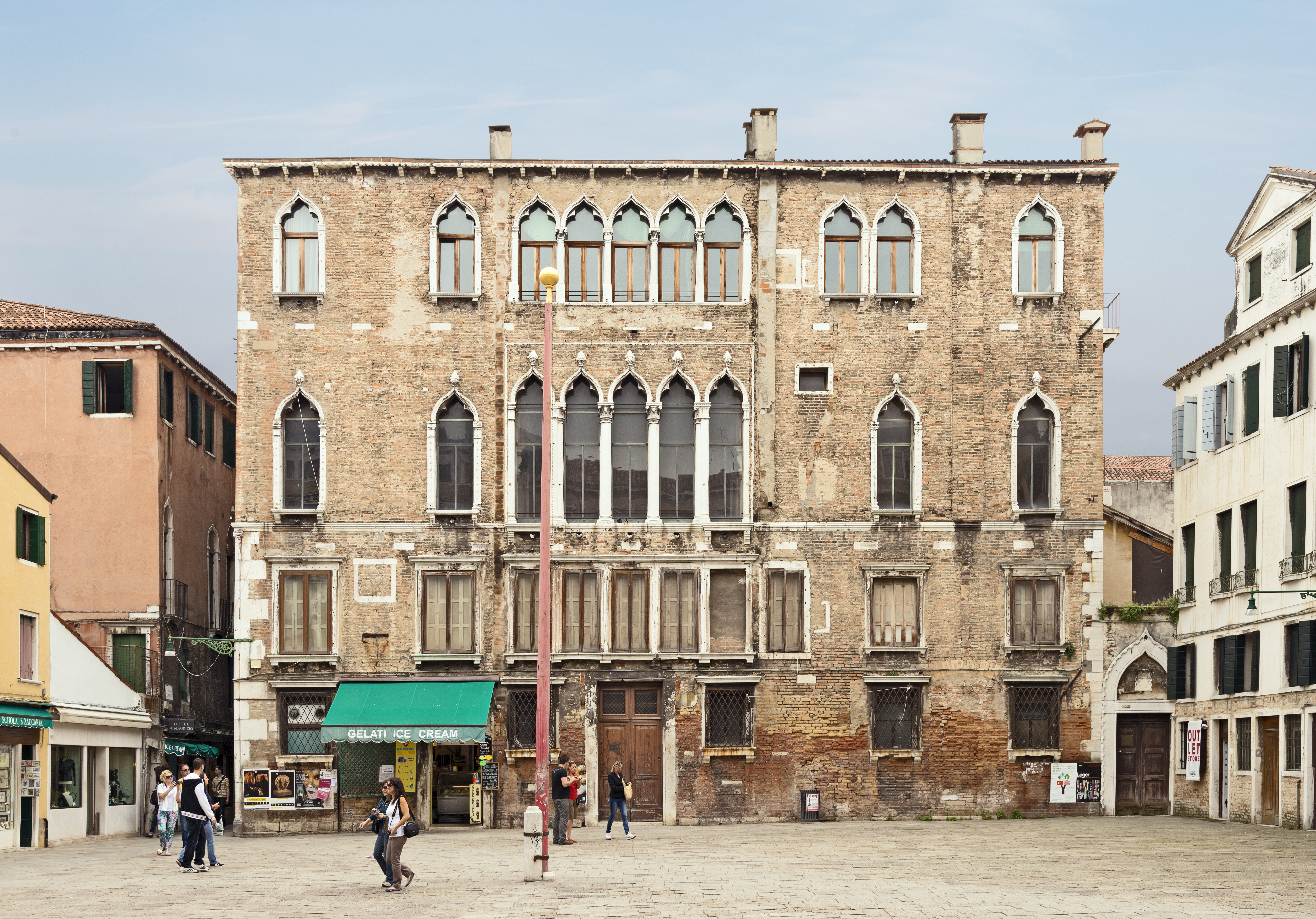
Le Palais Zaguri, campo San Maurizio

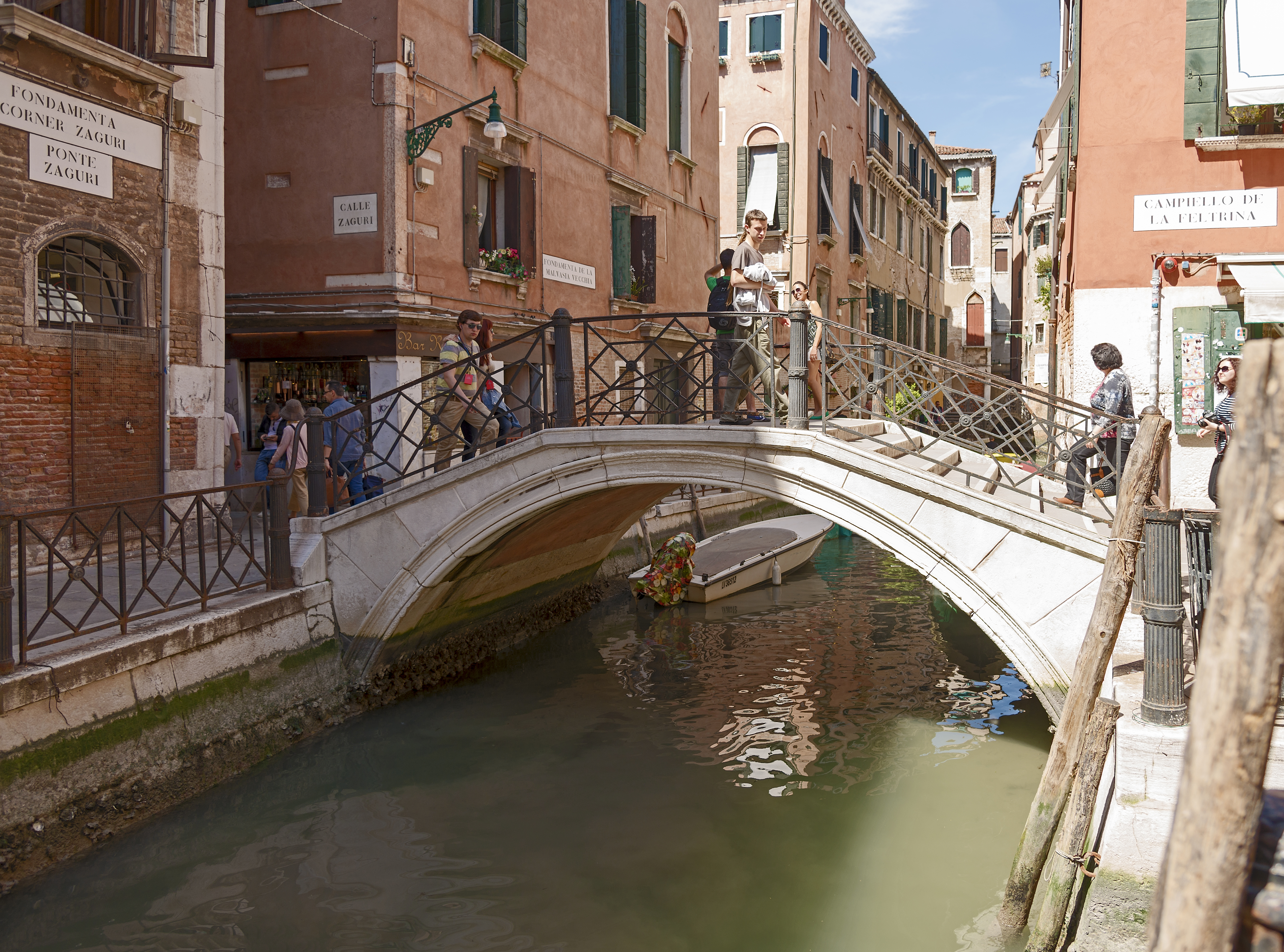
Pont Zaguri sur le rio di San Maurizio (Venise)

- Palazzo Zaguri, Campo sas Maurizio (San Marco)
- Villa Zaguri, à Altichiero de Padoue ;
- Villa Zaguri, à Mira.